# Hof- und Appellationsgericht Wiesbaden
Das Hof- und Appellationsgericht Wiesbaden war von 1822 bis 1832 und von 1849 bis 1866 neben dem Hof- und Appellationsgericht Dillenburg das zweite Gericht der zweiten Instanz im Herzogtum Nassau mit Sitz in Wiesbaden. 1832 bis 1849 bestand stattdessen das Hof- und Appellationsgericht Usingen.

## Vorgeschichte
In Usingen bestand als Gericht zweiter Instanz das Hofgericht Usingen, dass für das Fürstentum Nassau-Usingen zuständig war. 1744 verlegte Fürst Karl von Nassau-Usingen seine Residenz nach Biebrich. Das Hofgericht zog ebenfalls mit um und hatte nun seinen Sitz im damaligen Wiesbadener Schlossgebäude. Nun war das Hofgericht Wiesbaden das höchste Gericht im Fürstentum.
Mit der Bildung des Herzogtums Nassau waren drei Hofgerichte im Herzogtum tätig. Neben dem Hofgericht Wiesbaden bestanden das Hofgericht Weilburg (des ehemaligen Nassau-Weilburg) und das Hofgericht Ehrenbreitstein, das insbesondere für die früheren Kurkölner und Kurtrierischen Gebiete an Rhein und Lahn zuständig war. Die gleiche Funktion für die einst oranischen Gebiete hatte die Regierung Hachenburg.
Die Neuordnung des Gerichtswesens durch das Verwaltungsedikt vom 9. und 11. September 1815, – die beiden Daten ergeben sich daraus, dass das Edikt am 9. in der Biebricher Residenz von Herzog Friedrich August und am 11. in Weilburg von Fürst Friedrich Wilhelm unterzeichnet worden ist – führte zur Einrichtung eines einzigen Hofgerichtes in Dillenburg. Dieses war nun das einzige Hofgericht in Nassau, das Wiesbadener Hofgericht beendete seine Arbeit am 20. Dezember 1815.

## Hof- und Appellationsgericht Wiesbaden
Am 1. April 1822 wurde in Wiesbaden wieder ein weiteres Gericht zweiter Instanz, nun unter dem Namen Hof- und Appellationsgericht, eingerichtet, das neben dem in Dillenburg weiter bestehenden, nun für die im oberen Herzogtum gelegenen 14 Ämter zuständig war. 
- Amt Braubach
- Amt Eltville
- Amt Hochheim
- Amt Höchst
- Amt Idstein
- Amt Königstein
- Amt Langen-Schwalbach
- Amt Nassau
- Amt Nastätten
- Amt Rüdesheim
- Amt St. Goarshausen
- Amt Usingen
- Amt Wehen
- Amt Wiesbaden

Das Hof- und Appellationsgericht in Wiesbaden war für Zivilsachen der privilegierten Stände der 1. und für alle anderen der 2. Instanz sowie für Ehescheidungsklagen der katholischen Einwohner des Landes zuständig. 
Die Ämter sowie die Standesherren in Patrimonialgerichten waren für die Rechtsprechung in erster Instanz zuständig. Gegen die Urteile dieser Gerichte konnte bei Überschreiten des Mindeststreitwertes von 50 Gulden vor dem Hof- und Appellationsgericht appelliert werden. Für bestimmte privilegierte Stände war das Hof- und Appellationsgericht Gericht erster Instanz. Hierzu gehörten die Standesherren, Beamte und andere. Für die Militärgerichtsbarkeit war das Hof- und Appellationsgericht ebenfalls nicht zuständig.
In Strafsachen war die Aufgabenverteilung wie folgt vorgeschrieben: Die Ämter hatten die Aufgabe, die Verdächtigen zu verhaften und dem Kriminalgericht zu überantworten. Es bestanden das Kriminalgericht Dillenburg und das Kriminalgericht Wiesbaden. Diese wirkten als Untersuchungsbehörde und legten ihre Erkenntnisse dann dem Hof- und Appellationsgericht Wiesbaden bzw. Dillenburg zur Entscheidung vor.
Übergeordnetes Gericht für das Hof- und Appellationsgericht Wiesbaden war das Oberappellationsgericht Wiesbaden als Gericht dritter und letzte Instanz.
Der Nassauische Domänenstreit zerrüttete in den 1820er Jahren das Verhältnis von Regierung und Landtag. Um sich eine Mehrheit im Landtag zu sichern, griff der Herzog 1831 zum Instrument eines Pairsschubs. Die Liberalen boykottierten darauf den Landtag. Der Führer der Liberalen, Georg Herber, wurde wegen Majestätsbeleidigung und anderer Verbrechen angeklagt. Vorher verlegte die Regierung den Sitz des Gerichtes 1832 von Wiesbaden ins ländliche Usingen, um Sympathiekundgebungen zu unterdrücken. Dort blieb das Gericht bis zur Märzrevolution und wurde 1849 wieder zurück in die Hauptstadt verlegt.
Bekannte Prozesse waren insbesondere die Hochverratsprozesse gegen die Führer des Idsteiner Demokratenkongresses und Julius Oppermann.
Ab 1831 nahm das Gericht auch die Funktion eines Rheinzollgerichtes zweiter Instanz wahr.
Nach der Annexion des Herzogtums Nassau durch Preußen 1866 wurde die Rechtsprechung des Amtes Wiesbaden in erster Instanz in das Amtsgericht Wiesbaden übernommen. Das Hof- und Appellationsgericht Wiesbaden wurde in das königlich preußische Kreisgericht Wiesbaden umgewandelt und ging damit später im Landgericht Wiesbaden auf.

### Personen
Präsidenten:
- Franz Joseph Musset (1822)
- Ludwig Löw von und zu Steinfurth (1859–1861)
- Friedrich Wilhelm Schepp (1865–1866)

Direktoren:
- August Hergenhahn (1861–1863)
- Philipp Bertram (1864–1866)

Räte:
- Ludwig Löw von und zu Steinfurth (1849–1859)
- Wilhelm Winter (1854–1861)
- Franz Ludwig von Preuschen von und zu Liebenstein (bis 1859)